# Gordon Durie
Gordon Scott Durie (Paisley, Škotska, 6. prosinca 1965.) je bivši škotski nogometaš i nacionalni reprezentativac a danas nogometni trener.

## Karijera

### Igračka karijera
Cijelu svoju igračku karijeru, Durie je proveo na Otoku, igrajući za škotske i engleske klubove. Najuspješnije razdoblje imao je u Glasgow Rangersu s kojim je u sedam sezona osvojio šest naslova škotskog prvaka (izuzev 1998. godine kada je slavio Celtic). U finalu škotskog kupa 1996. godine zabio je hat-trick edinburškom Heartsu. Upravo je u tom klubu i okončao igračku karijeru 2001. godine.
Kao škotski nacionalni reprezentativac, s nacionalnom selekcijom je nastupio na dva europska (1992. i 1996. godine) i dva svjetska prvenstva (1990. i 1998. godine). U kvalifikacijama igranim na Celtic Parku, Durie je zabio gol u 2:0 pobjedi protiv Latvije čime se Škotska kvalificirala na Svjetsko prvenstvo u Francuskoj 1998. godine. Upravo je na tom prvenstvu u posljednjoj utakmici skupine i debaklu od Maroka posljednji puta nastupio u nacionalnom dresu.

### Trenerska karijera
Durie je trenersku karijeru započeo u East Fifeu gdje je debitirao i kao igrač. Ondje je najprije bio asistent a nakon toga i trener. U Glasgow Rangersima vodio je juniore te je bio asistent Kennyju McDowallu.

## Privatni život
Na temelju TV emisije Jukebox Jury dobio je nadimak Jukebox. Durie je 2016. godine proglasio osobni bankrot zbog duga od 200.000 funti nakon što je doživio financijski krah zbog ulaganja u filmsku industriju.